# نورت هتلی، کبک
نورت هتلی (به فرانسوی: North Hatley) روستایی در منطقه شهری مامفرماگوگ ناحیه استری در استان کبک کانادا است. در سرشماری سال ۲۰۱۱ این روستا ۷۸۰ نفر جمعیت داشته‌است و مساحت آن ۳٫۲۳ کیلومتر مربع است.